# Adrian Diel

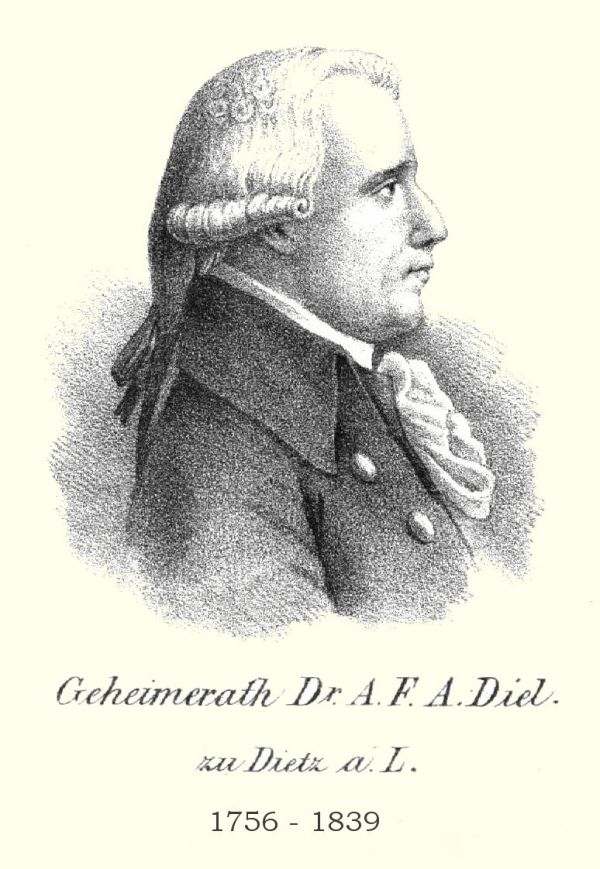
Adrian Diel

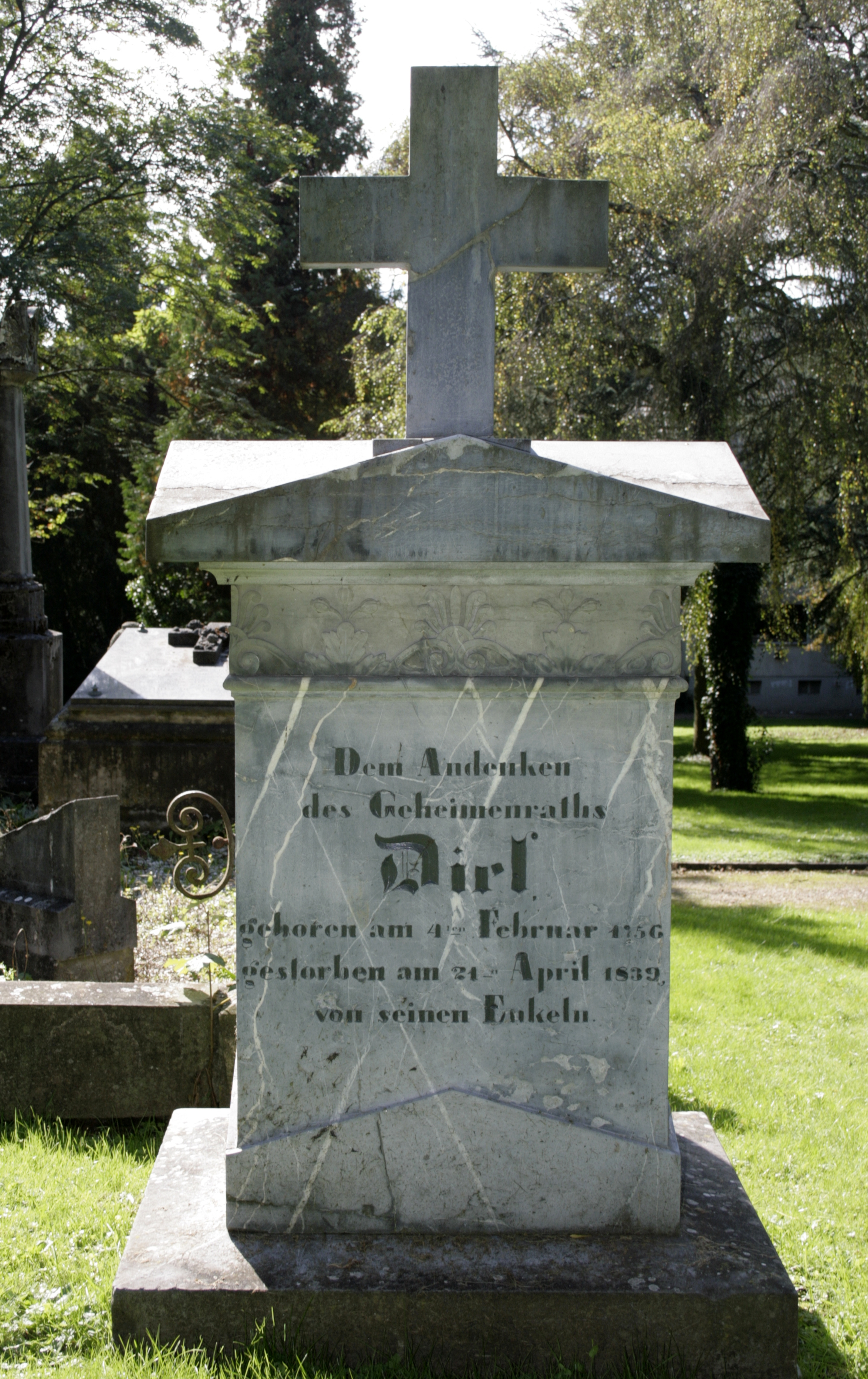
Gedenkstein für Diel auf dem alten Friedhof von Diez

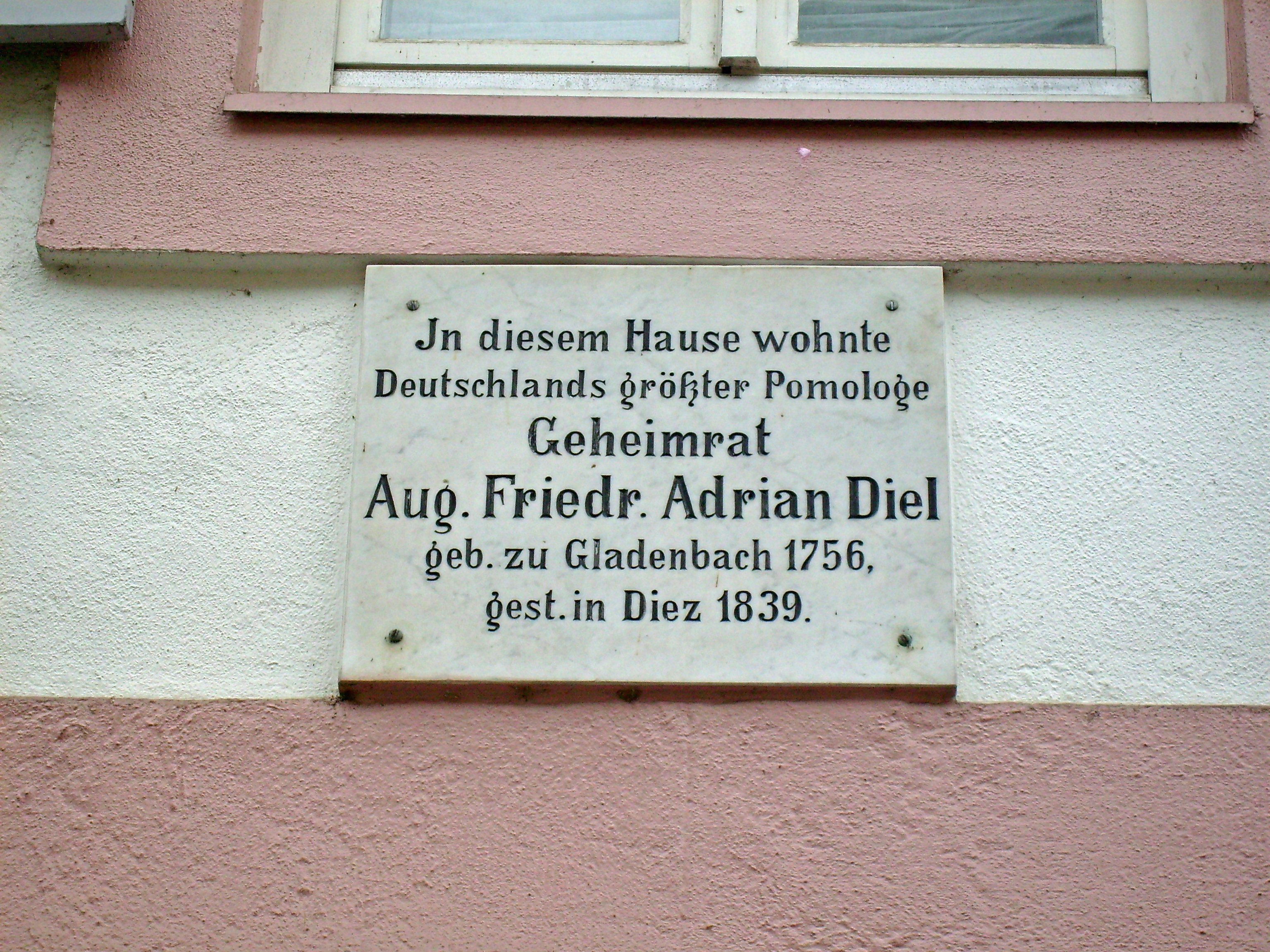
Gedenktafel für Adrian Diel am Haus Eberhard – Pfaffengasse 27 in Diez

August Friedrich Adrian Diel (* 4. Februar 1756 in Gladenbach; † 22. April 1839 in Diez) war ein hessischer, deutscher Arzt und Begründer der Pomologie an der Wende vom 18. zum 19. Jahrhundert.

## Leben
Adrian Diels Vater Kaspar Ludwig war Chirurg und Apotheker. August Friedrich Adrian erwarb nach dem Studium in Gießen und Straßburg 1780 an seinem letzten Studienort Gießen den Doktortitel der Medizin und Chirurgie. Danach wurde er Arzt in Gladenbach. Ab 1786 diente er dem Grafen von Spaur, der Richter am Reichskammergericht in Wetzlar war, als Hausarzt und befasste sich vorwiegend mit der Balneologie. 1790 übernahm er in nassauischen Diensten das Amt des Badearztes in Bad Ems und zugleich das des Kreisphysikus an seinem Wohnort Diez. Im gleichen Jahr wurde Diel Hofrat, später Geheimer Rat des Herzogtums Nassau. Er heiratete die aus einer Diezer Familie stammende Maria Altgelt, die aber bald darauf starb. Um das heute in Diez als „Haus Eberhard“ bekannte Anwesen, das seine Frau mit in die Ehe gebracht hatte, legte Diel umfangreiche Obstgärten mit angeblich bis zu 12.000 Apfelbäumen an.
Bedeutung erlangte er als Züchter von Obstsorten und Verfasser bedeutender pomologischer Schriften, die einen Grundstein für den Aufschwung dieser Wissenschaft im 19. Jahrhundert legten. Neben seinen Werken zur Systematik der Obstbäume übte Diel auch politischen Einfluss zur Förderung des Obstanbaus im Herzogtum Nassau aus. Nachdem die Weinberge in der unmittelbaren Umgebung von Diez durch Schädlingsbefall weitgehend vernichtet worden waren, ließ Diel dort große Zwetschgenhaine anlegen. Die Einführung von Schattenmorellen in höheren Lagen des Lahngebiets und eine nassauische Regierungsverordnung zum Bepflanzen der Wegränder mit Obstbäumen sowie zum Anlegen von Obstgärten an Schulen gehen auf seine Initiative zurück. Er belieferte auch Johann Georg Conrad Oberdieck mit Apfelsorten.
Aus Diels Ehe mit Adrietta Dorothea Christine, geborene Scriba, gingen sieben Kinder hervor.
1925 benannte die Stadt Diez eine neu angelegte Straße „Dielstraße“. In seinem Geburtsort Gladenbach gibt es eine „Adrian-Diel-Straße“.

## Nach Diel benannte Obstsorten
- Diels Barceloner Parmäne,[1] Diels große englische Renette[2] und Diels Renette[3] waren bekannte Apfelsorten des 19. Jahrhunderts. Die Dietzer Goldrenette[4] erinnert an den Ort seines Wirkens.

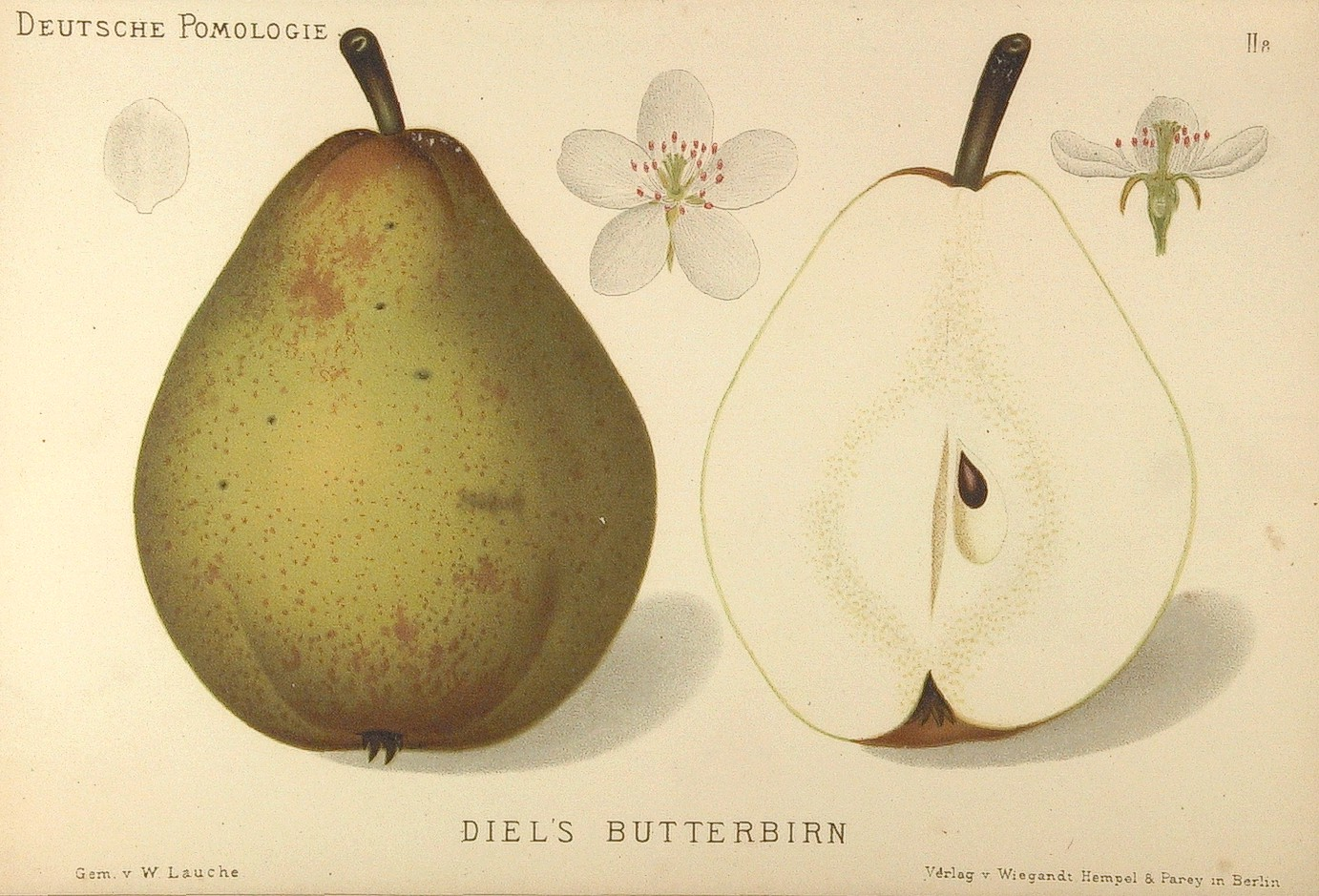
Diels Butterbirne

- Als Birne erinnert Diels Butterbirne[5] an den großen Züchter (Vgl. Liste der Birnensorten). Mit der heute verschollenen Balduinsteiner Kinderbirne verewigte Diel auch den zu Diez gehörenden Nachbarort Balduinstein.

## Werke

### Pomologie
- Anleitung zu einer Obstorangerie in Scherben. 1793, 2. Aufl. 1798. 
  - 3. Auflage: Ueber die Anlegung einer Obstorangerie in Scherben und die Vegetation der Gewächse. 1804.
- Versuch einer systematischen Beschreibung in Deutschland vorhandener Kernobstsorten. 26 Bände, 1799–1832 (Digitalisat).
- Systematisches Verzeichniß der vorzüglichsten in Deutschland vorhandenen Obstsorten, mit Bemerkungen über Auswahl, Güte und Reifzeit für Liebhaber bei Obstanpflanzungen. Frankfurt am Main 1819 mit zwei Fortsetzungsbänden 1829 und 1833. urn:nbn:de:gbv:9-g-4783353 Digitalisate (3) in der Digitalen Bibliothek Mecklenburg-Vorpommern

### Medizin
- Ueber den Gebrauch der Thermalbäder in Ems. 1825.
- Ueber den innerlichen Gebrauch der Thermalbäder in Ems. 1832.
- sowie Übersetzungen medizinischer Werke, u. a. der Medicinischen Commentarien einer Gesellschaft der Aerzte in Edinburg. 8 Bände.